# Garaeus argillacea
Garaeus argillacea är en fjärilsart som beskrevs av Butler 1889. Garaeus argillacea ingår i släktet Garaeus och familjen mätare. Inga underarter finns listade i Catalogue of Life.